# Боян Джорджич
Боян Джорджич (серб. Бојан Đorđić; 6 лютого 1982) — колишній шведський футболіст, який грав на позиції вінгера.
Розпочавши свою кар'єру в клубі ІФ «Броммапойкарна» наприкінці 1990-х років, Джорджич незабаром приєднався до «Манчестер Юнайтед», у складі якого він був визнаний найкращим молодим гравцем року Джиммі Мерфі 1999—2000 років, та «AIK», з яким він виграв чемпіонат та Кубок Швеції у 2009 році. Він представляв клуби Швеції, Англії, Данії, Сербії, Шотландії, Угорщини та Бельгії, перш ніж завершити кар'єру в індійській Суперлізі «Ченнайїн» у 2015 році.
Хоча Джорджич народився в колишній Югославії, він виступав за молодіжну збірну Швеції між 1998 і 2003 роками, представляючи шведські збірні U17, U19 і U21 загалом 44 рази, забивши 3 голи.

## Клубна кар'єра

### Початок кар'єри та Манчестер Юнайтед
Боян народився в Белграді, СФР Югославія, в сім'ї професійного футболіста Ранко Джорджича, і розпочав свою кар'єру в клубі ІФ «Броммапойкарна», а 1999 року перейшов до молодіжного складу «Манчестер Юнайтед». Хоча його вважали талановитим гравцем, який у віці 18 років отримав нагороду «Гравець року Джиммі Мерфі», він провів лише два матчі за «Манчестер Юнайтед». Він також забив гол-красень у матчі на честь Тома Бойда з «Селтіком» (2–0) на «Селтік-парк» 15 травня 2001 року, вийшовши на заміну Раяну Гіггзу.
Його віддавали в оренду «Шеффілд Венсдей», «Орхус» і «Црвену Звезду» (Белград), де він забив свій перший гол на дорослому рівні проти «Оденсе» у Кубку УЄФА 2003–04.

### Рейнджерс
У січні 2005 року він перейшов до шотландського «Рейнджерс» на правах вільного гравця. 9 січня 2005 року він дебютував у матчі проти «Селтік» в Кубку Шотландії. Однак травми не дозволили йому закріпитися в основному складі команди на стадіоні «Айброкс».

### Плімут Аргайл
Джорджич перейшов у «Плімут Аргайл» наприкінці сезону 2004—2005 років, зігравши чотири матчі в чемпіонаті під час завоювання титулу «Рейнджерс». Іншим клубом, який зацікавився вінгером, був стокгольмський «АІК», клуб, за який уболівав Джорджич.
24 серпня 2006 року, провівши в «Плімуті» трохи більше за сезону, Джорджич був виставлений тренером Іаном Голловеєм на трансфер у зв'язку з тим, що він часом виявляв недбале ставлення до гри й тренувань команди. Йому була обіцяна можливість повернутися в першу команду, щойно його ставлення до справи зміниться на краще.
Джорджич нарешті повернувся до стартового складу після того, як забив вісім голів у п'яти іграх за резервістів і після рівно тримісячної відсутності, 18 листопада 2006 року, забивши на п'ятій хвилині в гостьовій нічиї з «Саутенд Юнайтед» (1–1). Наступного тижня він був виключений з трансферного списку, і продовжив забивати у двох наступних іграх поспіль («Лідс Юнайтед» і «Лутон Таун»).

### АІК
19 жовтня 2007 року контракт Джорджича було розірвано за обопільною згодою сторін через відсутність можливостей потрапити до першої команди. 13 листопада було офіційно оголошено, що він підписав дворічний контракт зі шведським клубом «АІК». Його перший сезон у клубі виявився не таким, як він сподівався, через декілька травм. 13 вересня 2008 року він отримав ще одну травму і пропустив вісім матчів, що залишилися до кінця сезону. Його перший матч за «АІК» відбувся 30 березня 2008 року проти «Кальмар ФФ» у першій грі сезону 2008 року. Під час трансферного сезону 2009 року до Джорджича звернувся «Маккабі» з Хайфи, який запропонував йому контракт, однак Джорджич відмовився, сказавши, що хоче залишитися з клубом, який є його серцем — АІК. Забивши 1 гол і віддавши 6 результативних передач у всіх змаганнях протягом сезону 2009 року, він допоміг АІКу виграти чемпіонат Швеції 2009.
На початку сезону 2010 року «АІК» показав низькі результати під час захисту чемпіонського титулу. Це призвело до того, що клуб намагався уникнути пониження в класі. Тренер Мікаель Старе пішов до «Паніоніос ГСС», і на адресу команди посипалася критика за погані виступи.

### Відеотон
28 червня ЗМІ повідомили, що угорський клуб «Відеотон» придбав Джорджича та Мартіна Мутумбу. Тренер угорського клубу порівняв Джорджича з Роберто Баджо, а Мутумбу — з Роналдінью. Трансфер викликав багато спекуляцій у ЗМІ, особливо з огляду на те, що «АІК» призначив шотландського тренера Алекса Міллера лише за кілька днів до здійснення трансферу. Гравці стверджували, що це було рішення пана Міллера відпустити гравців, але керівництво «АІК» стверджувало, що вони отримали настільки хорошу пропозицію, що не могли відмовитися від трансферу. Через рік він розірвав контракт, який мав закінчитися у 2013 році.

### Блекпул
Джорджич приєднався до «Блекпула» за дворічним контрактом у червні 2011 року, що возз'єднало його з тренером Голловеєм. «Оллі (Іан Голловей) — один з небагатьох тренерів, який отримав від мене найкраще, і я завжди думав про це», — сказав він. «У 29 років повернутися в англійський футбол до клубу, який щойно вилетів з Прем'єр-ліги, — це великий крок». Вважалося, що його зарплата становила щонайменше 160 000 фунтів стерлінгів на рік, не враховуючи бонусів. Він розірвав контракт з «Блекпулом» за обопільною згодою 9 січня 2012 року.

### Антверпен
4 лютого 2012 року підписав короткостроковий контракт з клубом другого дивізіону Бельгії «Роял Антверпен».

### Повернення до Швеції
У червні 2012 року Джорджич повернувся до клубу свого дитинства «Броммапойкарна», а в січні 2014 року підписав контракт з клубом Дивізіону 1 Норра «Васалундс» ІФ.

### Ченнаїн
21 серпня 2014 року Джорджич був обраний на першому міжнародному драфті ISL і підписав контракт із клубом індійської Суперліги «Ченнайїн». Під час свого перебування в клубі Джорджич був капітаном команди.

## Кар'єра в збірній
Джорджич був у складі збірної Швеції на чемпіонаті Європи 1999 року серед юнаків до 16 років. Він зіграв 9 ігор за збірну Швеції до 21 року, але часто залишався поза увагою тодішнього тренера Торбйорна Нільссона.

## По завершенні кар'єри

### Телеведучий

#### Viaplay
З середини 2010-х Джорджич почав працювати футбольним експертом на спортивних каналах Viaplay у Швеції.
Наприкінці березня 2023 року післяматчеве інтерв'ю Джорджича з головним тренером національної збірної Швеції Янне Андерссоном після перемоги Швеції над Азербайджаном із рахунком 5–0 у відбірковому матчі Євро-2024 у Солні переросло в гарячу перепалку, під час якої Андерссон став принижувати футбольний досвід Джорджича, а також ставити під сумнів його прихильність до Швеції. Роздратований запитанням Джорджича про брак ігрового часу, наданого форварду Єсперу Карлссону (який кількома днями раніше не зіграв жодного разу у відбірковому матчі Швеції проти Бельгії і який, незважаючи на те, що вийшов на поле лише на останні вісім хвилин матчу проти Азербайджану, все ж зумів забити гол), Андерссон гнівно відповів, що його «нудить від цієї нісенітниці», а потім двічі назвав питання Джорджича про Карлссона «ниттям». Джорджич відповів зауваженням, що тренер національної збірної зобов'язаний публічно відповідати на подібні запитання, не захищаючись через те, що він «представляє 10 мільйонів людей», що спонукало тепер дуже схвильованого Андерссона сердито запитати Джорджича: «А що ви представляєте?», що Джорджич, а також ряд інших спостерігачів сприйняли як посилання на те, що Джорджич не був шведом за народженням чи шведської національності. Через кілька хвилин на офіційній післяматчевій пресконференції журналісти запитали Андерссона про його спалах на камеру Джорджича; він відповів, що етнічна приналежність Джорджича не повинна бути прив'язана до цього, додавши: «Можливо, я погано висловився, але не плутайте це, бо я буду дуже розлючений» і «Я можу просити вибачення, якщо сказав щось погане». Наступного дня Шведська футбольна асоціація скликала ще одну пресконференцію, спеціально для того, щоб Андерссон розповів про свій інцидент із Джорджичем; Андерссон заявив: «Моя голова зупинилася. Усі, хто мене знає, знають, що я ненавиджу всі форми расизму. Я щиро перепрошую, якщо він витлумачив це саме так, але я не такий», після чого додав, що він зв'язався з Джорджичем для розмови. Пізніше того ж дня роботодавець Джорджича Viaplay опублікував пресреліз, у якому Джорджич заявив, що він дотримується своєї лінії ведення бесіди з Андерссоном, а також готовий «пробачити [Андерссона], але не забути»; медіакомпанія Viaplay також висловила публічну підтримку своєму співробітникові. Деякі шведські журналісти розкритикували Джорджича за те, як він провів післяматчеве інтерв'ю.

#### MUTV
З 2021 року Джорджич є експертом на телеканалі «Манчестер Юнайтед» MUTV.

## Титули і досягнення
«Црвена Звезда» (Белград)
- Чемпіон Сербії та Чорногорії: 2003–04
- Володар Кубка Сербії та Чорногорії: 2003–04

«Рейнджерс»
- Чемпіон Шотландії: 2004–05

«АІК»
- Чемпіон Швеції: 2009
- Володар Кубка Швеції: 2009
- Володар суперкубка Швеції: 2010

«Відеотон»
- Чемпіон Угорщини: 2010–11

Індивідуальний
- Джиммі Мерфі Молодий гравець року: 1999—2000[36]